# Giusy Astarita
Giusy Astarita (ur. 18 kwietnia 1988 w Vico Equense) – włoska siatkarka, reprezentantka kraju. Występuje na pozycji przyjmująca.

## Kluby
- 2004–2006:  Minetti InfoPlus Vicenza
- 2006–2007:  Sea Grossi Lam Urbino
- 2007–2008:  Novello Vicenza
- 2008–2009:  All Fin CFL Volta Mantovana
- 2009–2012:  Lavoro.Doc Pontecagnano
- 2012–2014:  IHF Volley Frosinone
- 2014–2015:  Savino Del Bene Scandicci